# دي جي أوليف
دي جي أوليف (بالإنجليزية: DJ Olive)‏ هو منتج أسطوانات ودي جيه أمريكي، ولد في 1961 في Williamsburg, Brooklyn ‏ في الولايات المتحدة.

## وصلات خارجية
- دي جي أوليف على موقع ميوزك برينز (الإنجليزية)
- دي جي أوليف على موقع ميوزك برينز (الإنجليزية)
- دي جي أوليف على موقع إن إن دي بي (الإنجليزية)
- دي جي أوليف على موقع أول ميوزيك (الإنجليزية)
- دي جي أوليف على موقع ديسكوغز (الإنجليزية)
- دي جي أوليف على موقع ديسكوغز (الإنجليزية)
- دي جي أوليف على موقع ديسكوغز (الإنجليزية)